# ويليام غونزاليس (لاعب كرة قدم)
ويليام غونزاليس (بالإسبانية: William Rafael González)‏ هو لاعب كرة قدم فنزويلي في مركز الدفاع، ولد في 27 ديسمبر 1969 في فنزويلا. شارك مع منتخب فنزويلا لكرة القدم. أما مع النوادي، فقد لعب مع مينيروس دو غويانا.

## وصلات خارجية
- ويليام غونزاليس (لاعب كرة قدم) على موقع الاتحاد الدولي (مؤرشف)  (الإنجليزية)
- ويليام غونزاليس (لاعب كرة قدم) على موقع قاعدة بيانات كرة القدم.إي يو (الإنجليزية)
- ويليام غونزاليس (لاعب كرة قدم) على موقع ناشيونال فوتبول تيمز (الإنجليزية)